# Arichanna olivescens
Arichanna olivescens är en fjärilsart som beskrevs av Alfred Ernest Wileman och South 1917. Arichanna olivescens ingår i släktet Arichanna och familjen mätare. Inga underarter finns listade i Catalogue of Life.